# Direction des Territoires, de l'Alimentation et de la Mer
À Saint-Pierre-et-Miquelon, la direction des Territoires, de l'Alimentation et de la Mer (DTAM) est un service déconcentré de l'État français. Elle est sous la triple tutelle du ministère de la Transition écologique, de la Biodiversité, de la Forêt, de la Mer et de la Pêche, du ministère de l'Agriculture et de la Souveraineté alimentaire et du ministère de l'Aménagement du territoire et de la Décentralisation et placée sous l’autorité du Préfet de Saint-Pierre-et-Miquelon. 
Elle assure des missions dévolues: 
- aux directions départementales des Territoires et de la Mer (DDTM) ;
- aux directions régionales de l'Alimentation, de l'Agriculture et de la Forêt (DRAAF ou DAAF en outre-mer) ;
- aux directions interdépartementales des routes (DIR) ;
- ainsi qu'aux directions régionales de l’Environnement, de l'Aménagement et du Logement (DREAL ou DEAL en outre-mer).

La DTAM est également mise à disposition de la Collectivité territoriale, en vertu de la loi organique de 2007, gérant le patrimoine de la Collectivité, effectuant des missions d'ingénierie technique et lui apportant son aide.

## Histoire
Le 1er janvier 2011, la direction des Territoires, de l'Alimentation et de la Mer de Saint-Pierre-et-Miquelon voit le jour, par fusion des services de la direction de l'Agriculture et de la Forêt (DAF), du service des Affaires maritimes et de la direction de l'Équipement (DE).

## Organisation
La DTAM s'organise en 3 services, ainsi qu'un secrétariat général et une antenne à Miquelon-Langlade:
- le service Affaires maritimes et portuaires (SAMP) :
  - la Capitainerie du port de Saint-Pierre ;
  - l'unité Affaires maritimes (UAM) ou « AffMar », elle assure les missions administratives et régaliennes « liées aux activités maritimes, telles que l'administration des marins, des navires, ou la police de la navigation, ainsi qu'aux activités liées à la pêche, aux plans d’urgence ou encore la VHF »[3];
  - l'unité Port, Phares et balises (UPPB) ;
    - l'Armement des phares et balises ;

  - l'ULAM, l'Unité littorale des Affaires maritimes.
- le service Routes, constructions, bâtiments (SRCB) :
  - l'unité District routier ;
    - qui assure la gestion de les RN 1 et RN 2 à Saint-Pierre et les RN 3 et RN 4 à Miquelon ;

  - l'unité Parc et mines ;
  - l'unité Constructions publiques ;
  - l'unité Politiques et techniques.
- le service Agriculture, alimentation, eau et biodiversité (SAAEB) :
  - l'unité Alimentation (UA) est chargée des missions des services vétérinaires, tels que « la protection et la santé animale, l'hygiène alimentaire, la certification des exportations, ou encore l'inspection aux frontières pour les denrées alimentaires et l'inspection phytosanitaire ». Elle participe aux actions liées à la sécurité alimentaire et a en également en charge le laboratoire vétérinaire de Saint-Pierre ;
  - l'unité Agriculture, eau et biodiversité (UAEB), elle assure la conduite des politiques nationales, le financement de l’agriculture et de l’aquaculture, le développement de filières agricoles durables et économiquement viables. Elle est également le référent en matière « de biodiversité, participe également à la conservation des écosystèmes et des espèces, au suivi du patrimoine forestier »[3].
- et le service Énergie, risques, aménagement et prospective (SERAP) :
  - l'unité Prévention des risques, énergie et climat (UPREC) assure les missions relatives à « la police de l’eau (continentale et littorale), au suivi du climat, à la prévention des risques et énergie ainsi que l’inspection des installations classées pour la protection de l’environnement ». Elle est assure également la représentation de l'ADEME à Saint-Pierre et Miquelon ;
  - l'unité Aménagement du territoire (UAT).
- et l'unité territoriale de l'antenne de Miquelon, rattachée au SRCB, ainsi qu'au SAAEB pour les missions relevant de ce service.

## Missions
Au même titre que les DREAL, la DTAM est chargée d'élaborer et de coordonner les politiques de l'État en matière de « développement et d'aménagement durables, de transition écologique, de lutte contre le changement climatique, de préservation de la qualité des milieux (eau, air, sol), de la biodiversité et des paysages, de prévention des pollutions, des risques et des nuisances, ainsi que de logement, d'hébergement, de rénovation urbaine et de transports, en recherchant la cohérence entre ces enjeux ». 
Au même titre que les DAAF, elle est chargée d'élaborer et de coordonner les politiques de l'État en matière de « connaissance sociale et économique des territoires ruraux, agricoles et forestiers et des personnes qui y vivent et y travaillent, de programmation et accompagnement de la politique régionale dans le cadre principalement du contrat de plan État-région, et de développement rural ». Enfin, au même titre que les directions de la Mer (DM), la DTAM est chargée de mettre en œuvre les politiques publiques dans le domaine de la mer (sécurité maritime, protection de l'environnement marin et gestion des ressources marines, développement durable et régulation des activités maritimes, enseignement maritime, surveillance et police maritimes).

## Voir plus